# Tinguiririca (comuna)
Tinguiririca fue una de las comunas que integró el antiguo departamento de San Fernando, siendo conformada por una subdelegación homónima.
Fue creada por decreto supremo del presidente Arturo Alessandri, el 29 de agosto de 1922, y fue suprimida por Carlos Ibáñez del Campo en 1928.

## Historia
La comuna de Tinguiririca fue creada por decreto supremo del presidente Arturo Alessandri, el 29 de agosto de 1922, tomando como base la subdelegación de igual nombre, que había sido conformada el 14 de agosto de 1867 y que, desde 1891, pertenecía administrativamente a la comuna de Chimbarongo.
El decreto de Alessandri estipula:

Núm. 2,201.—Santiago, 29 de agosto de 1922—Vistos estos antecedentes y oído el Consejo de Estado, Decreto: Créase en el departamento de San Fernando una nueva comuna que se denominará «Tinguiririca» y cuyo territorio abarcará el de la 6.a subdelegación del mismo departamento. La cabecera de dicha comuna será el pueblo del mismo nombre, Tómese razón, Comuníquese.

El Decreto con Fuerza de Ley N.º 8.583 del 30 de diciembre de 1927 redistribuye el territorio del departamento de San Fernando, y la comuna de Tinguiririca se suprime y su territorio pasa a formar parte de la subdelegación de San Fernando y la comuna homónima.